# Huqiu Shan

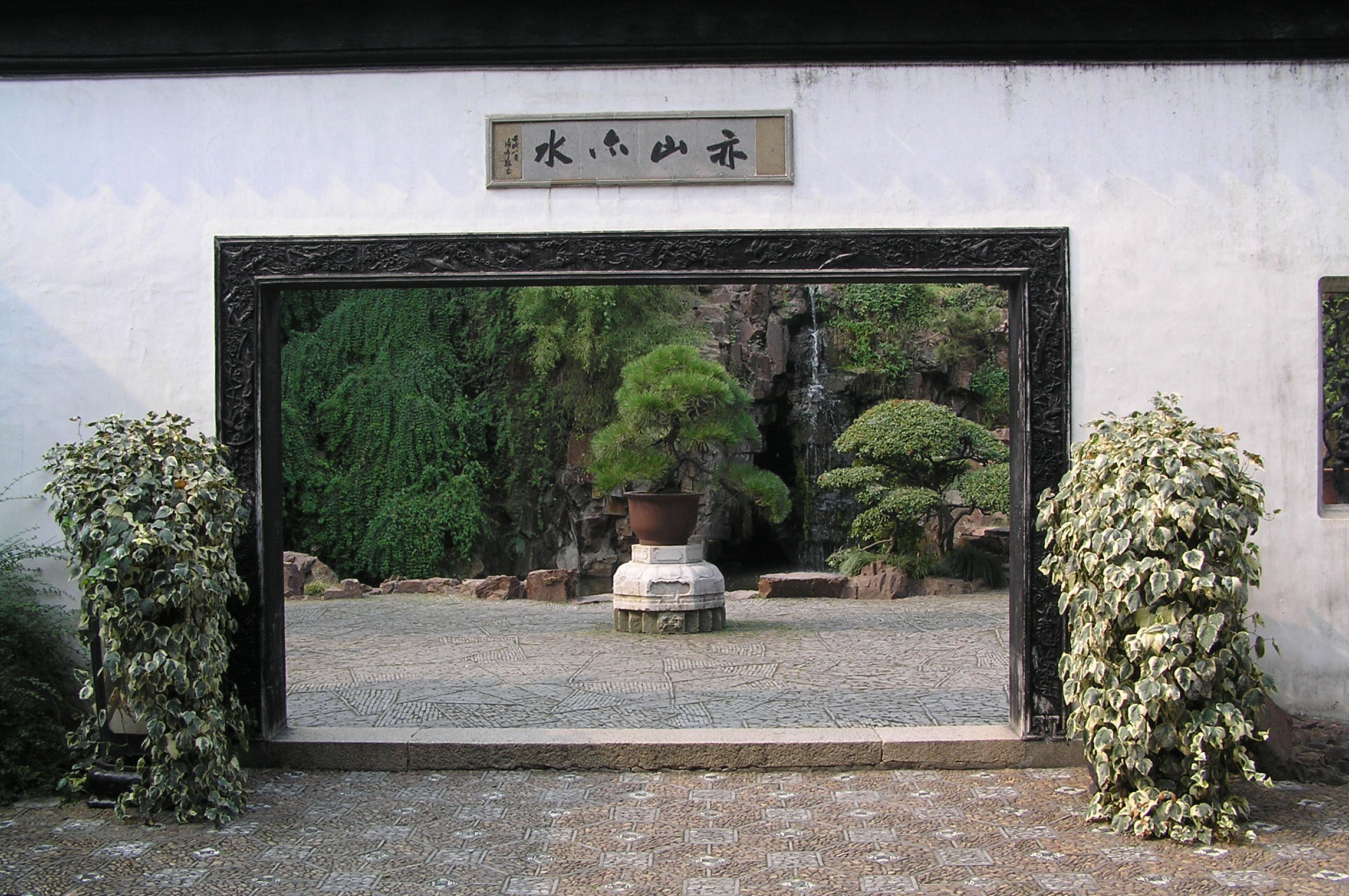
Ein Eingang zum Huqiu Shan in Suzhou

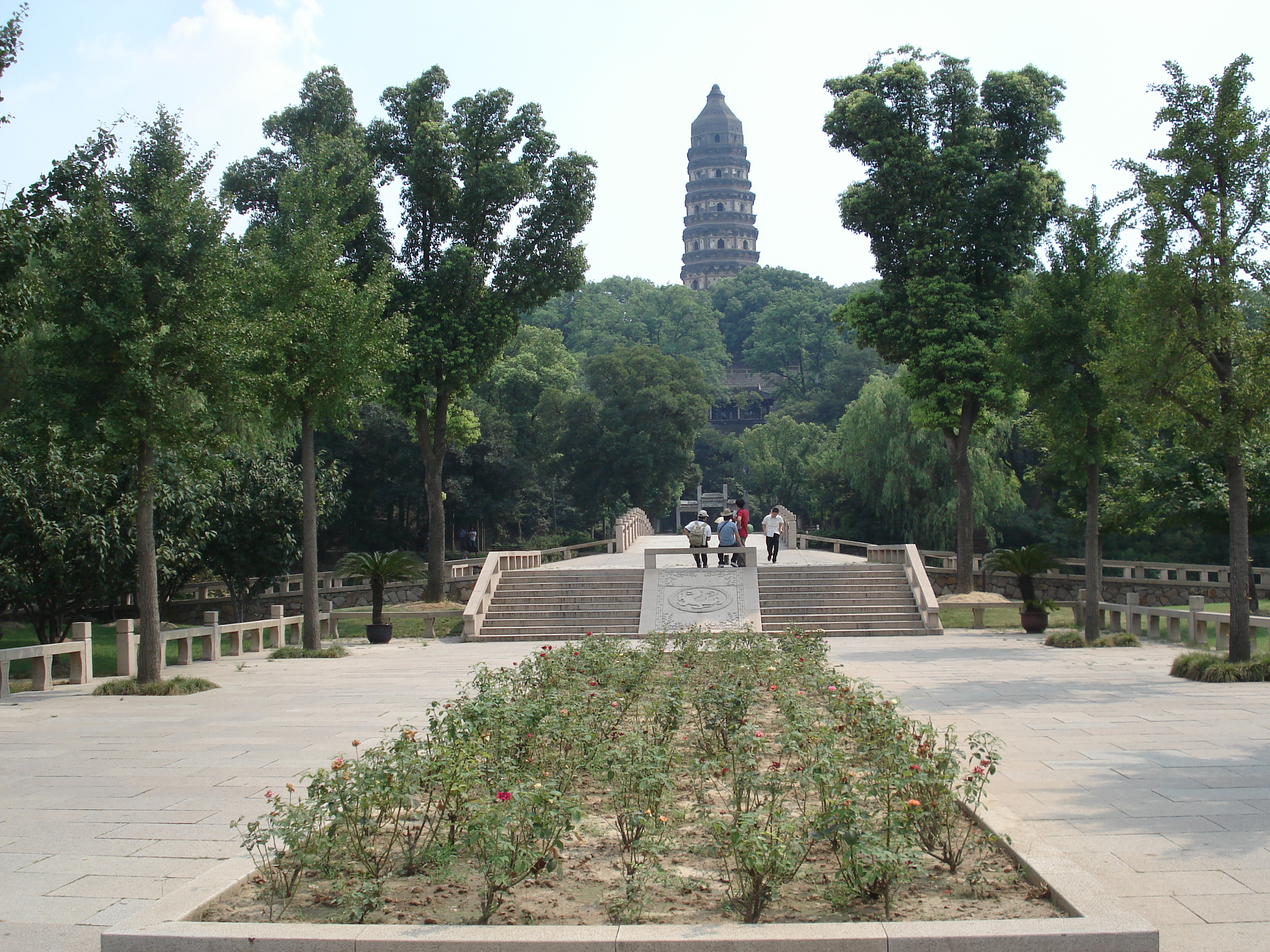
Blick zur Pagode des Yunyan-Tempels auf dem Berg

Der Huqiu Shan (chinesisch 虎丘, Pinyin Hŭqiū; englisch Tiger Hill; dt. Tigerhügel) ist ein Berg in Suzhou, in China. Der Berg ist ein beliebtes Touristenziel, da er für seine natürliche Schönheit, genauso wie seine historische Bedeutung bekannt ist. Der Hügel trägt seinen Namen, weil er aussehen soll wie ein lauernder Tiger. Nach einer anderen Legende erschien ein weißer Tiger-Wächter nach dem Begräbnis von König Helü. Der Berg wird manchmal zusammen mit dem Löwenberg in Suzhou erwähnt, da dieser aussehen soll wie ein sitzender Löwe.
Das langanhaltende Interesse am Huqiu Shan zeigt sich in den Gedichten und der Kalligraphie, die sich auf den Steinen des Berges finden.

## Besonderheiten

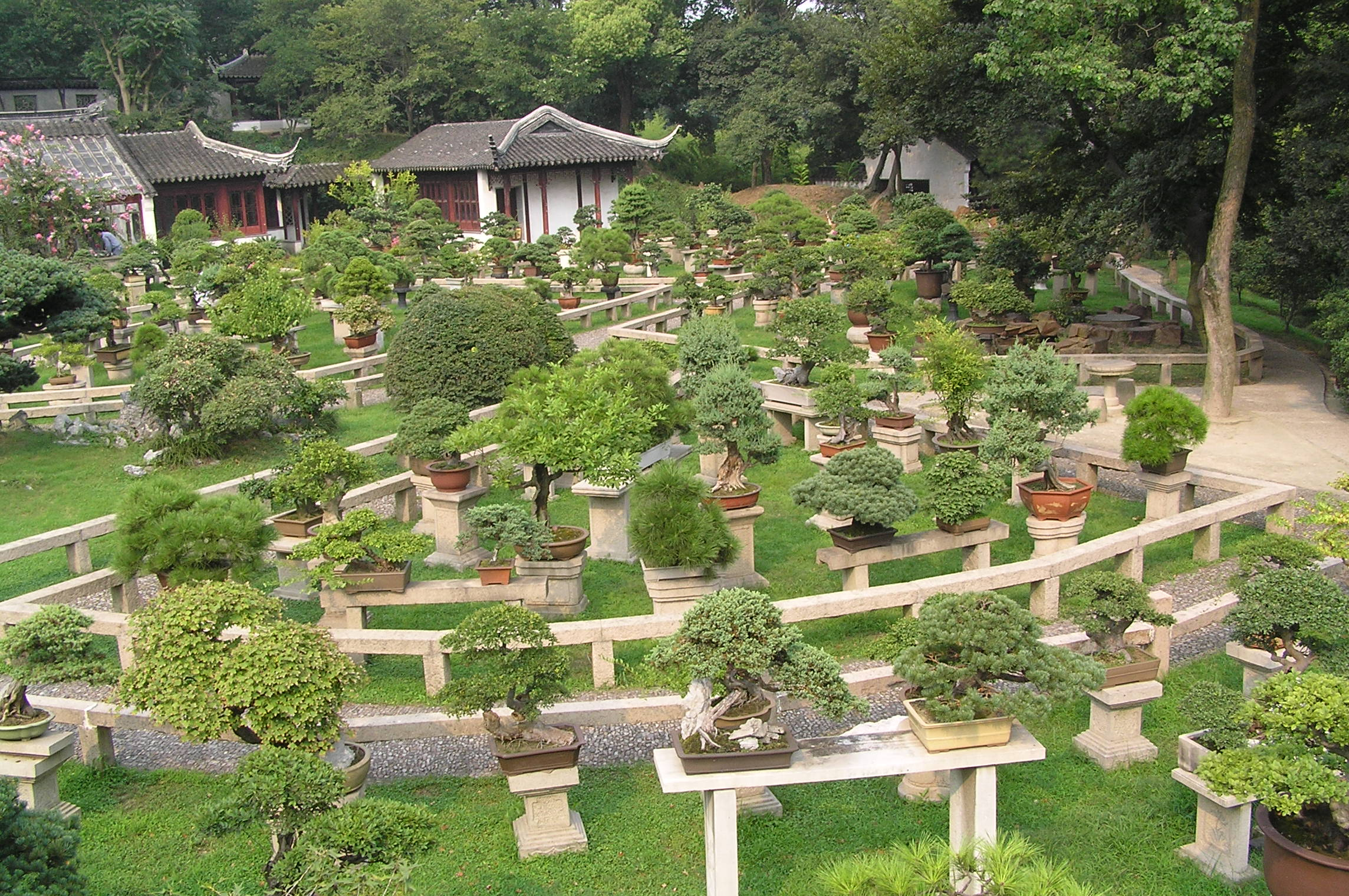
Der Bonsaigarten am Huqiu Shan

Zu den besonderen Stellen am Berg gehören:
- Der Schwert-Probe-Felsen: ein Fels, der angeblich von einem Schwert außergewöhnlicher Schärfe in zwei Teile gespalten wurde.
- Die Quelle der Bescheidenheit und Aufrichtigkeit: die Quelle soll aufgetaucht sein als ein erschöpfter Mönch Wasser den Berg hinauftrug.
- Die Pagode des Yunyan-Tempel: eine siebenstöckige Pagode.
- Der Schwert Teich: ein kleiner rechteckiger Teich, unter dem ein Schatz von 3000 Schwertern liegen soll. Das Fundament der Pagode verhindert hier weitere Untersuchungen.
- Die Lu Yu Quelle: eine Quelle, die dem Autor Lu Yu zugeschrieben wird, der das erste Buch über Tee geschrieben hat
- Der Tausend-Menschen-Fels (chinesisch 千人石, Pinyin qiān rén shí)
- Die Penjing/Bonsai-Sammlung und Museum.

## Geschichte
Nach der historischen Überlieferung ist der Wu König Helü in dem Berg begraben, der vorher den Namen Der aus dem Meer aufsteigende Berg trug. Nach der Legende erschien drei Tage nach dem Begräbnis ein weißer Tiger, der auf dem Berg lebte.
Der Berg hat eine Höhe von über 30 m und gilt als Symbol des historischen Suzhou.

## Galerie

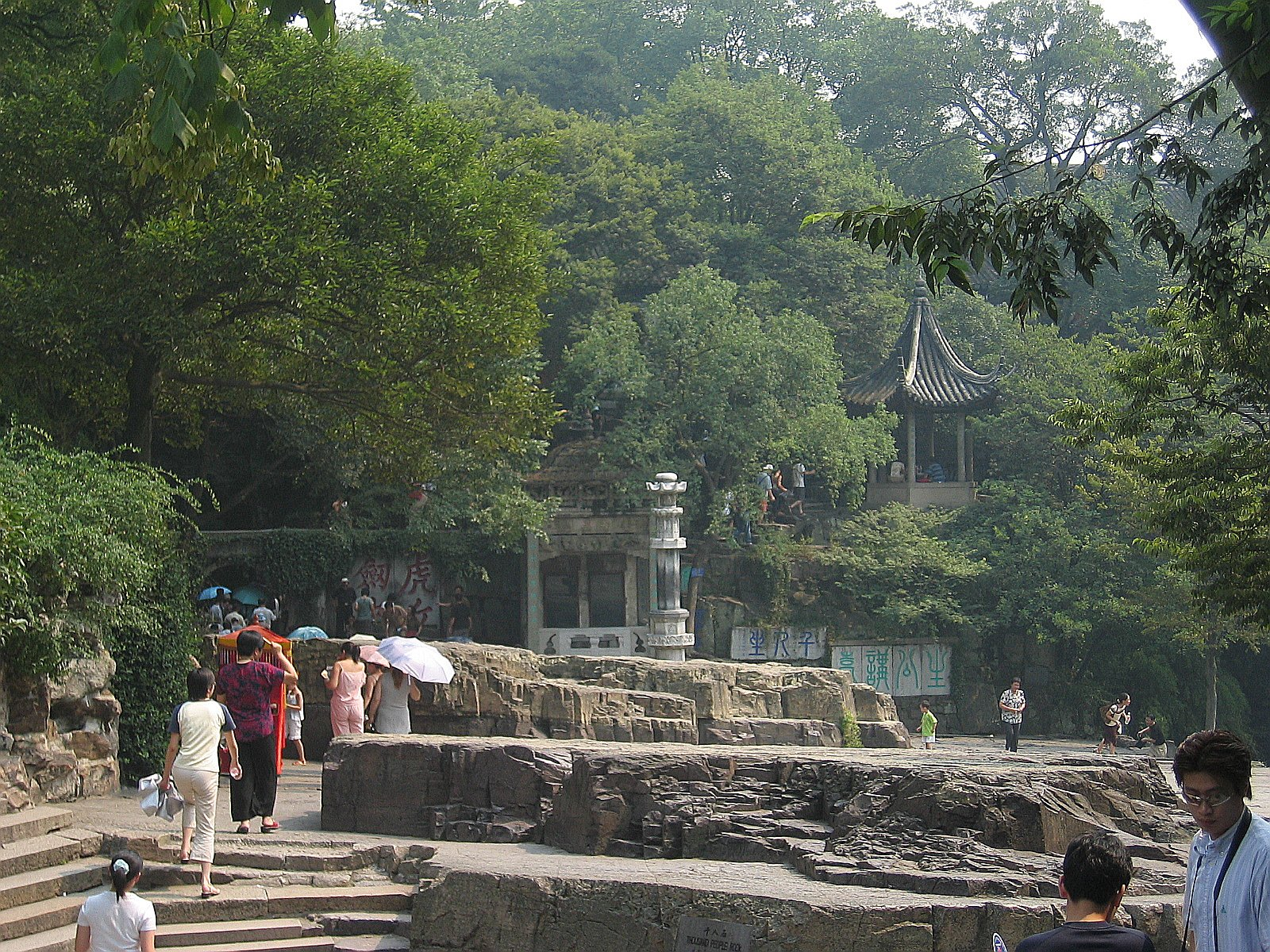
Der Tausend-Menschen-Fels
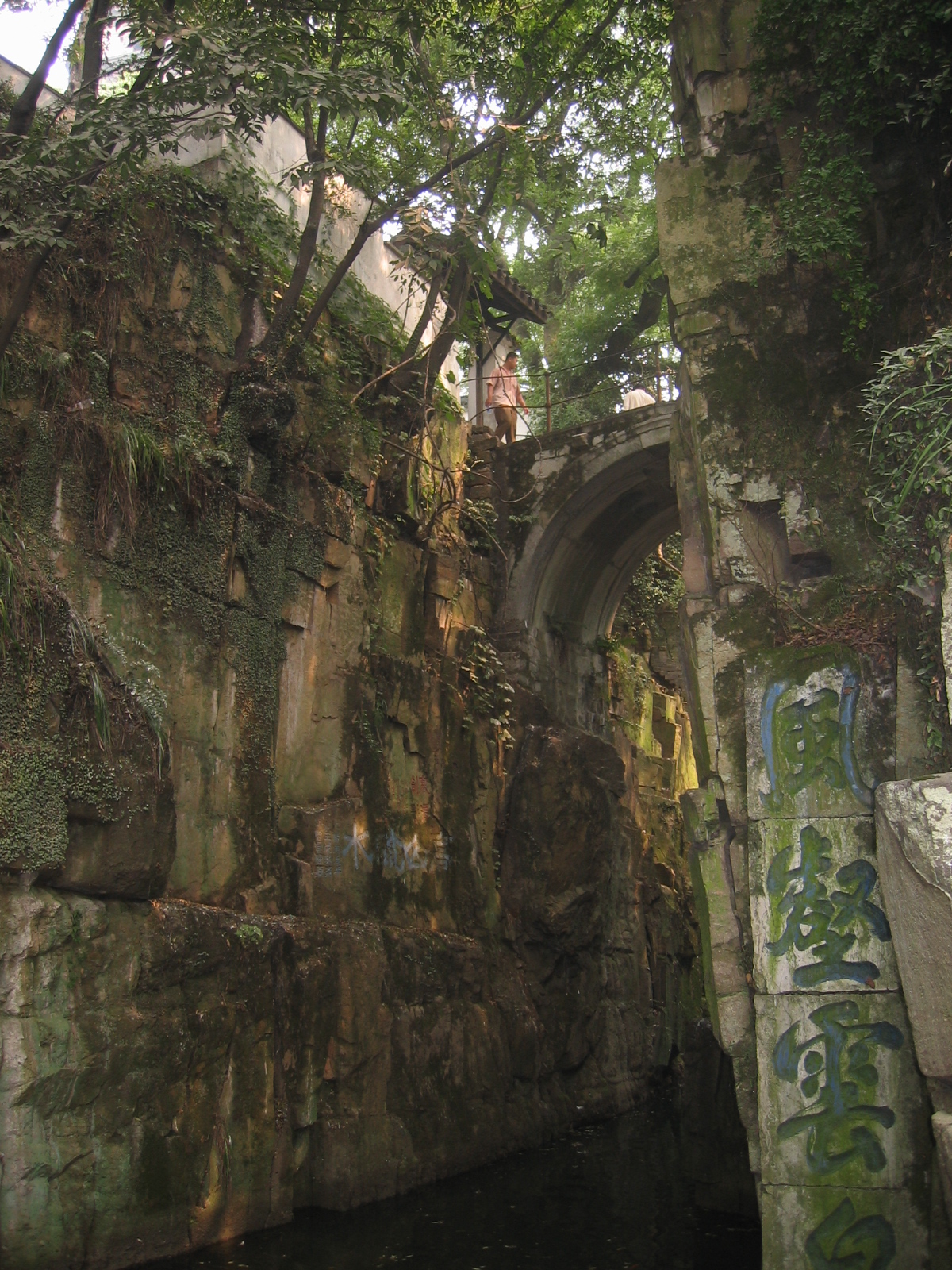
Der Schwert Teich
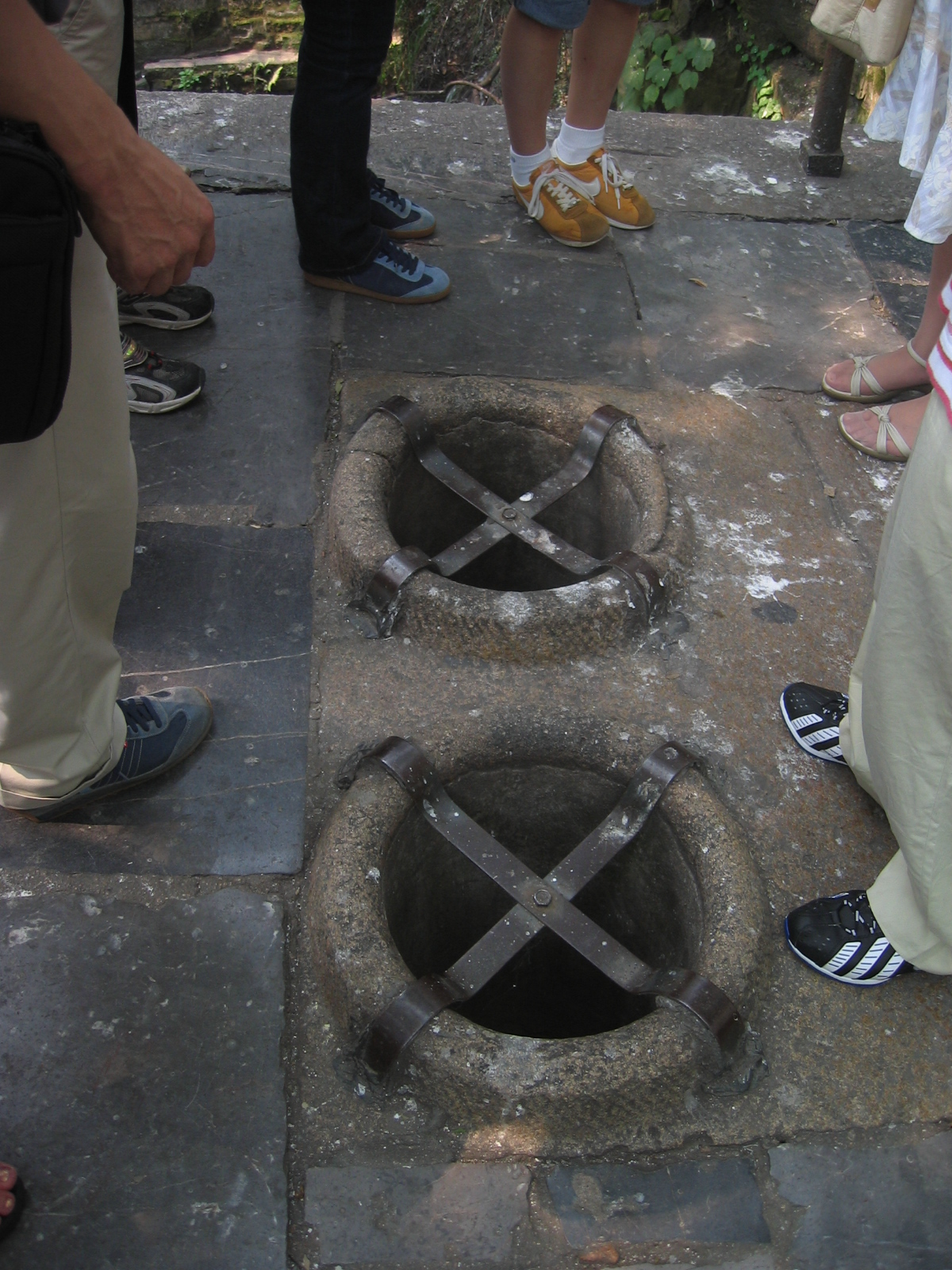
Doppelquelle
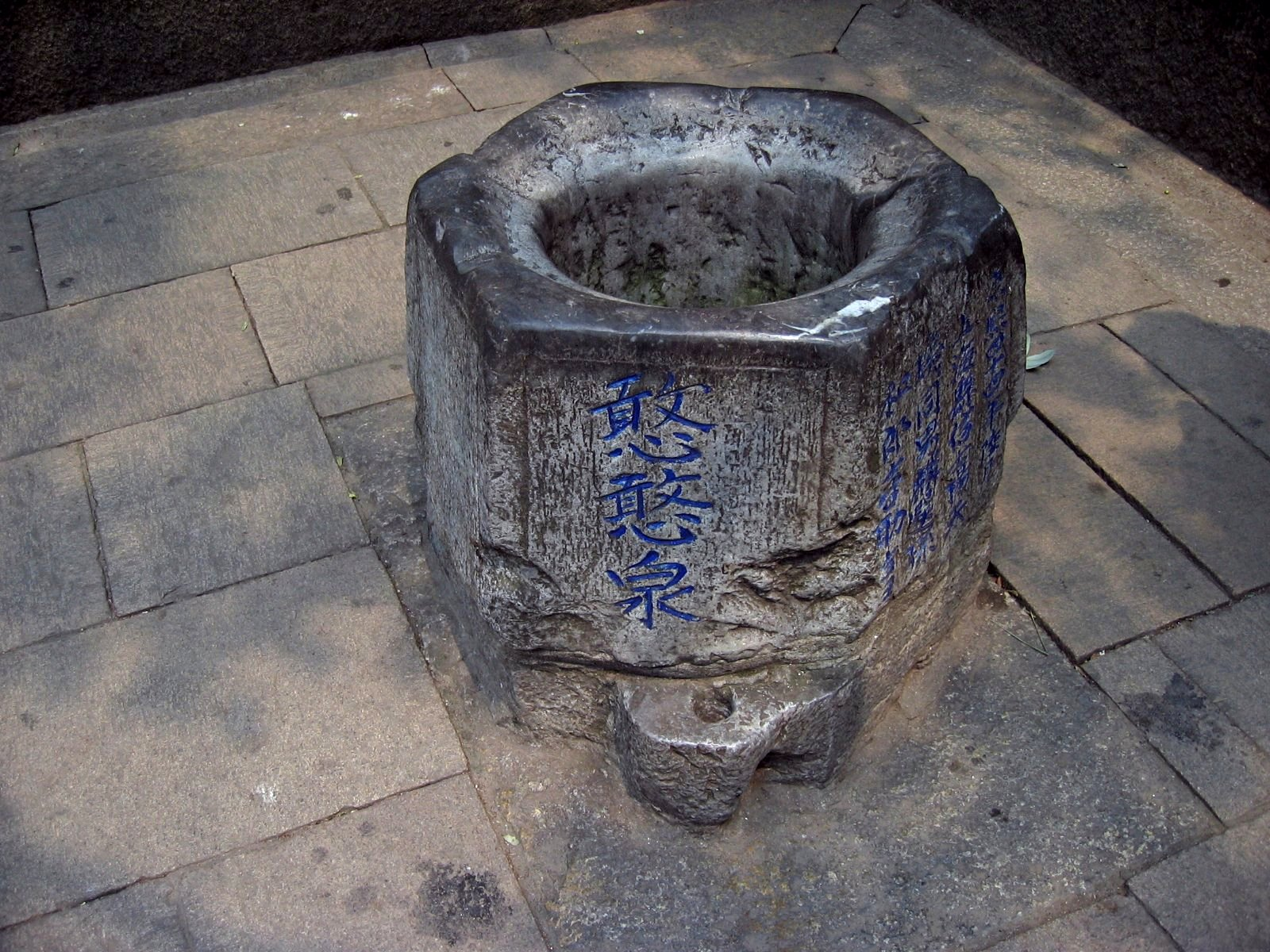
Die Lu Yu Quelle